# Kamani Hill
Kamani Helekunihi Hill (* 28. Dezember 1985 in Berkeley) ist ein ehemaliger US-amerikanischer Fußballspieler, der auch einen Pass des Inselstaates Trinidad und Tobago besitzt.

## Werdegang
Der Angreifer wurde als Sohn eines Trinidadiers und einer US-Amerikanerin hawaiischer Herkunft in Berkeley, Kalifornien geboren. Hill spielte in der Jugend bei seinem Heimatverein Marin United und im Fußballteam der Berkeley High School, die er besuchte.
2004 ging der Amerikaner auf die University of California in der Pacific-10 Conference. Aus der Fußballmannschaft der UCLA Bruins stammt unter anderem auch Benny Feilhaber. Bis 2006 absolvierte er dort 40 Spiele, in denen er neun Tore erzielte. Während seiner College-Zeit machte Hill einige Spiele für Orange County Blue Star und die San Fernando Valley Quakes in der USL Premier Development League, der vierthöchsten Spielklasse der USA. Sie ist als reine Amateurliga besonders bei Studenten und älteren Schülern beliebt, da diese dort während der Ferien in einem Fußballverein spielen können.
Durch seine Leistungen in der Pacific-10 Conference wurde der VfL Wolfsburg auf den Stürmer aufmerksam und lud ihn im Oktober 2006 zum Probetraining ein. Nachdem Hill Wolfsburgs Trainer Klaus Augenthaler überzeugen konnte, unterschrieb er einen Vertrag bis 2009. Kamani Hill ist seit dem 1. Januar 2007 für den VfL Wolfsburg spielberechtigt. Sein Bundesliga-Debüt gab Hill am 27. Januar 2007 gegen Hertha BSC, als er in der 68. Minute eingewechselt wurde.
Am 2. Juni 2007 kam Hill zu seinem ersten Einsatz in der US-Nationalmannschaft. Beim 4:1-Sieg im Freundschaftsspiel gegen China in San José wurde er in der 74. Minute eingewechselt.
Ab dem 21. November 2007 gehörte er nicht mehr dem Kader an, nachdem er von Felix Magath aussortiert wurde.
Im April 2009 absolvierte Hill ein zehntägiges Probetraining portugiesischen Erstligisten Vitória Guimarães. Am 8. Mai unterschrieb er dort einen Drei-Jahres-Vertrag. Im Januar 2010 wurde er ein halbes Jahr an den Zweitligisten Desportivo Aves ausgeliehen.
Im März 2012 wechselte er zum US-amerikanischen Erstligisten Colorado Rapids ohne ein Pflichtspiel für Vitória Guimarães absolviert zu haben. Dort kam er in der Saison 2012 größtenteils als Einwechselspieler zu 19 Einsätzen und erzielte fünf Tore.

## Erfolge
- Deutscher Meister mit VfL Wolfsburg: 2009 (ohne Ligaeinsatz)